# Хамамура Нацумі
Хамамура Нацумі (нар. 29 червня 1984) — колишня японська тенісистка.
Найвищу одиночну позицію світового рейтингу — 203 місце досягла 25 лютого 2008, парну — 194 місце — 20 серпня 2007 року.
Здобула 3 одиночні та 9 парних титулів туру ITF.

## Фінали ITF

### Одиночний розряд (3–3)
| Легенда          |
| ---------------- |
| турніри $100,000 |
| турніри $75,000  |
| турніри $50,000  |
| турніри $25,000  |
| турніри $10,000  |

| Фінали за покриттям |
| ------------------- |
| Тверде (1–1)        |
| Ґрунт (2–0)         |
| Трава (0–0)         |
| Килим (0–2)         |

| Результат | Ранг | Дата             | Турнір                       | Покриття | Суперниця      | Рахунок            |
| --------- | ---- | ---------------- | ---------------------------- | -------- | -------------- | ------------------ |
| Перемога  | 1.   | 7 листопада 2004 | Sutama, Японія               | Ґрунт    | Флоранс Аренг  | 3–6, 6–3, 7–5      |
| Поразка   | 1.   | 5 лютого 2006    | Таупо (місто), Нова Зеландія | Тверде   | Ліенн Бейкер   | 1–6, 2–6           |
| Поразка   | 2.   | 21 травня 2007   | Наґано, Японія               | Килим    | Фудзівара Ріка | 5–7, 2–6           |
| Поразка   | 3.   | 3 червня 2007    | Префектура Ґумма, Японія     | Килим    | Куміко Їдзіма  | 6–3, 3–6, 6–7(3–7) |
| Перемога  | 2.   | 3 травня 2010    | Бандаберг, Австралія         | Тверде   | Саллі Пірс     | 6–0, 6–4           |
| Перемога  | 3.   | 23 травня 2010   | Каруїдзава, Японія           | Ґрунт    | Сюй Їфань      | 6–1, 6–2           |

### Парний розряд (9–9)
| Легенда          |
| ---------------- |
| турніри $100,000 |
| турніри $75,000  |
| турніри $50,000  |
| турніри $25,000  |
| турніри $10,000  |

| Фінали за покриттям |
| ------------------- |
| Тверде (4–4)        |
| Ґрунт (0–1)         |
| Трава (0–0)         |
| Килим (5–4)         |

| Результат | Ранг | Дата            | Турнір                        | Покриття  | Партнерка       | Суперниці                                  | Рахунок                |
| --------- | ---- | --------------- | ----------------------------- | --------- | --------------- | ------------------------------------------ | ---------------------- |
| Перемога  | 1.   | 10 вересня 2006 | Кіото, Японія                 | Килим     | Маекава Аяка    | Макі Арай Юкіко Ябе                        | 6–4, 6–2               |
| Поразка   | 1.   | 23 вересня 2006 | Префектура Ібаракі            | Тверде    | Маекава Аяка    | Їдзіма Куміко Намігата Дзюнрі              | 7–6(7–4), 3–6, 2–6     |
| Поразка   | 2.   | 16 лютого 2007  | Мельбурн, Австралія           | Ґрунт     | Моріта Аюмі     | Хванг І-Хсюань Лі Є Ра                     | 2–6, 1–6               |
| Перемога  | 2.   | 6 травня 2007   | Ченду, КНР                    | Тверде    | Сон Шаньшань    | Чень Яньчон Лю Ваньтін                     | 7–5, 4–6, 6–2          |
| Перемога  | 3.   | 27 травня 2007  | Наґано, Японія                | Килим     | Маекава Аяка    | Танака Марі Акіко Йонемура                 | 7–6(7–2), 6–3          |
| Поразка   | 3.   | 19 червня 2007  | Ното (муніципалітет), Японія  | Килим     | Танака Марі     | Енн Єлсі Софі Фергюсон                     | 6–7(8–10), 1–6         |
| Поразка   | 4.   | 10 липня 2007   | Міядзакі (Міядзакі), Японія   | Килим     | Маекава Аяка    | Чжан Шуай Чжао Їцзін                       | 4–6, 4–6               |
| Поразка   | 5.   | 22 вересня 2007 | Цукуба (Ібаракі), Японія      | Тверде    | Маекава Аяка    | Ока Аюмі Томоко Суґано                     | 2–6, 3–6               |
| Поразка   | 6.   | 10 березня 2008 | Калгурлі, Австралія           | Тверде    | Ремі Тедзука    | Лі Тін Чжоу Імяо                           | 1–6, 6–4, [8–10]       |
| Перемога  | 4.   | 23 червня 2008  | Qianshan, КНР                 | Тверде    | Тедзука Ремі    | Юка Курода Томоко Суґано                   | 6–4, 6–0               |
| Перемога  | 5.   | 19 жовтня 2008  | Макінохара (Сідзуока), Японія | Килим     | Намігата Дзюнрі | Чхе Кйон І Хань Сіньюнь                    | 7–5, 7–6(7–4)          |
| Перемога  | 6.   | 2 серпня 2009   | Обіхіро, Японія               | Килим     | Аюмі Ока        | Фудзівара Ріка Нара Курумі                 | 3–6, 6–1, [10–5]       |
| Перемога  | 7.   | 4 лютого 2011   | Берні (Тасманія), Австралія   | Тверде    | Еріка Такао     | Олівія Роговська Саллі Пірс                | 6–2, 3–6, [10–7]       |
| Поразка   | 7.   | 22 травня 2011  | Каруїдзава, Японія            | Килим (i) | Аюмі Ока        | Фудзівара Ріка Аояма Сюко                  | 4–6, 4–6               |
| Перемога  | 8.   | 24 травня 2011  | Ніїґата, Японія               | Тверде    | Сема Еріка      | Іноуе Акарі Аюмі Ока                       | 6–1, 6–2               |
| Поразка   | 8.   | 19 червня 2011  | Балікпапан, Індонезія         | Тверде    | Сема Юріка      | Хісамі Канае Варатчая Вонгтінчай           | 3–6, 2–6               |
| Поразка   | 9.   | 11 вересня 2011 | Ното (Ісікава), Японія        | Килим     | Аюмі Ока        | Хісамі Канае Варатчая Вонгтінчай           | 6–1, 6–7(4–7), [12–14] |
| Перемога  | 9.   | 30 жовтня 2011  | Hamanako, Японія              | Килим     | Аюмі Ока        | Huỳnh Phương Đài Trang Варатчая Вонгтінчай | 6–3, 6–3               |